# كيفن بيلينغتون
كيفن بيلينغتون (بالإنجليزية: Kevin Billington)‏ هو مخرج بريطاني، ولد في 12 يونيو 1934.

## وصلات خارجية
- كيفن بيلينغتون على موقع IMDb (الإنجليزية)
- كيفن بيلينغتون على موقع ألو سيني (الفرنسية)
- كيفن بيلينغتون على موقع أول موفي (الإنجليزية)
- كيفن بيلينغتون على موقع قاعدة بيانات الأفلام السويدية (السويدية)
- كيفن بيلينغتون على موقع قاعدة بيانات الفيلم (الإنجليزية)
- كيفن بيلينغتون على موقع كينوبويسك (الروسية)